# Hassani Gravett
Hassani Gravett (ur. 16 lipca 1996 w Alabamie) – amerykański koszykarz, występujący na pozycji rozgrywającego, od 2023 zawodnik WKS-u Śląsk Wrocław.

## Osiągnięcia
Stan na 20 marca 2024, na podstawie, o ile nie zaznaczono inaczej.
NCAA
- Uczestnik rozgrywek NCAA Final Four (2017)
- Najlepszy rezerwowy konferencji Southeastern (SEC – 2019)
- Zaliczony do I składu:
  - SEC Community Service Team (2019)
  - SEC First-Year Academic Honor Roll (2017)

Drużynowe
- Mistrz Macedonii (2021)
- Zdobywca Pucharu Macedonii (2021)

Indywidualne
- Zaliczony do I składu kolejki OBL (24 – 2023/2024)[3]